# Anita Seppilli
Anita Schwarzkopf Seppilli (Fiume, 29 agosto 1902 – Perugia, 1992) è stata un'antropologa e filologa classica italiana.

## Biografia
Di origine triestina, dopo gli studi in Lettere all'Università di Firenze dove si laureò discutendo una tesi in Filologia Classica, sposò nel 1924 l'igienista Alessandro Seppilli. Nel 1939, per sfuggire alle leggi razziali, lasciò l'Italia con la famiglia e riparò in Brasile, a San Paolo. Dopo il rientro in Italia, nel 1946, si dedicò agli studi antropologici, concentrando i propri interessi sul pensiero magico e sull'esperienza simbolica. Tenne per anni l'insegnamento di Antropologia culturale all'Università degli Studi di Perugia.

## Opere principali
- Poesia e magia, Torino, Einaudi, 1962; poi: Palermo, Sellerio, 2011
- L'esplorazione dell'Amazzonia, (con Tullio Seppilli), Torino, UTET, 1964
- I ceri di Gubbio: saggio storico-culturale su una festa folclorica, (con Fernando Costantini), Perugia, Università degli studi di Perugia, 1972
- Sacralità dell'acqua e sacrilegio dei ponti, Palermo, Sellerio, 1977
- La memoria e l'assenza, Bologna, Cappelli, 1979
- Alla ricerca del senso perduto, Palermo, Sellerio, 1986
- Il mistero della Tomba dei Tori dell'etrusca Tarquinia, Palermo, Sellerio, 1990